# Портоканноне
Портоканноне (італ. Portocannone) — муніципалітет в Італії, у регіоні Молізе,  провінція Кампобассо.
Портоканноне розташоване на відстані близько 210 км на схід від Рима, 50 км на північний схід від Кампобассо.
Населення — 2569 осіб (2014).

## Демографія
Населення за роками:

Станом на 1 січня 2023 року в муніципалітеті офіційно проживало 208 іноземців з 28 країн, серед них 89 громадян країн Євросоюзу та 1 громадянин України.

## Сусідні муніципалітети
- Кампомарино
- Гульйонезі
- Сан-Мартіно-ін-Пенсіліс
- Термолі